# Lijst van Franse minister-residenten, residenten-generaal en hoge commissarissen van Tunesië

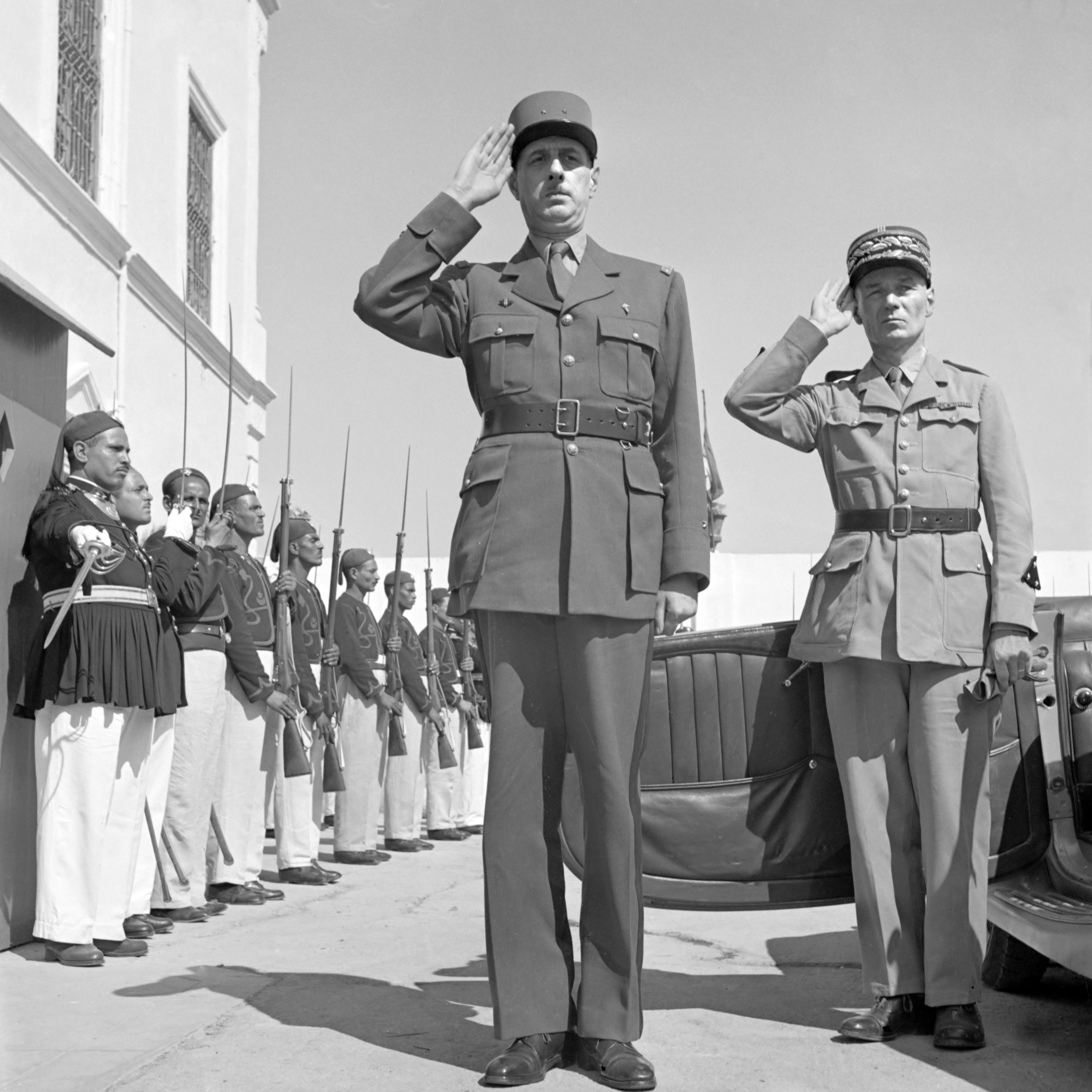
Generaal Charles de Gaulle (op de voorgrond) met rechts achter hem generaal Charles Mast voor het zomerpaleis van de Bei van Tunis (juni 1943)

Tussen 1881 en 1955 was een Frans koloniaal bestuurder met de titel "resident-generaal" de officiële vertegenwoordiger van de Franse regering in Tunesië ten tijde van het Franse protectoraat over Tunesië. Van 1885 tot 1955 was de titel van de koloniale bestuurders "minister-resident" en van 1955 tot 1956 "hoge commissaris."

## Residenten-generaal
| Persoon          | periode                         |
| ---------------- | ------------------------------- |
| Théodore Roustan | 13 mei 1881 - 28 februari 1882  |
| Paul Cambon      | 28 februari 1882 - 23 juni 1885 |

## Minister-residenten
| Persoon                | periode                            |
| ---------------------- | ---------------------------------- |
| Paul Cambon            | 23 juni 1885 - 28 oktober 1886     |
| Justin Massicault      | 23 november 1886 - 5 november 1892 |
| Maurice Rouvier        | 5 november 1892 - 14 november 1894 |
| René Millet            | 14 november 1894 - november 1900   |
| Benoît de Merkel       | november 1900 - 27 december 1901   |
| Étienne Pichon         | 27 december 1901 - 7 februari 1907 |
| Gabriel Alapetite      | 7 februari 1907 - 26 oktober 1918  |
| Étienne Flandin        | 26 oktober 1918 - 1 januari 1921   |
| Lucien Saint           | 1 januari 1921 - 2 januari 1929    |
| François Manceron      | 2 januari 1929 - 29 juli 1933      |
| Marcel Peyrouton       | 29 juli 1933 - 21 maart 1936       |
| Armand Guillon         | 21 maart 1936 - 18 oktober 1938    |
| Erik Labonne           | 18 oktober 1938 - 3 juni 1940      |
| Marcel Peyrouton       | 3 juni 1940 - 22 juli 1940         |
| Jean-Pierre Esteva     | 26 juli 1940 - 10 mei 1943         |
| Charles Mast           | 10 mei 1943 - 22 februari 1947     |
| Jean Mons              | 22 februari 1947 - 13 juni 1950    |
| Louis Périllier        | 13 juni 1950 - 13 januari 1952     |
| Jean de Hauteclocque   | 13 januari 1952 - 2 september 1953 |
| Pierre Voizard         | 2 september 1953 - 5 november 1954 |
| Pierre Boyer de Latour | 5 november 1954 - 31 augustus 1955 |

## Hoge commissaris
| Persoon                            | periode                           |
| ---------------------------------- | --------------------------------- |
| Roger Seydoux Fornier de Clausonne | 13 september 1955 - 20 maart 1956 |

1956: Tunesië wordt onafhankelijk